# Asán (localidad), Guam

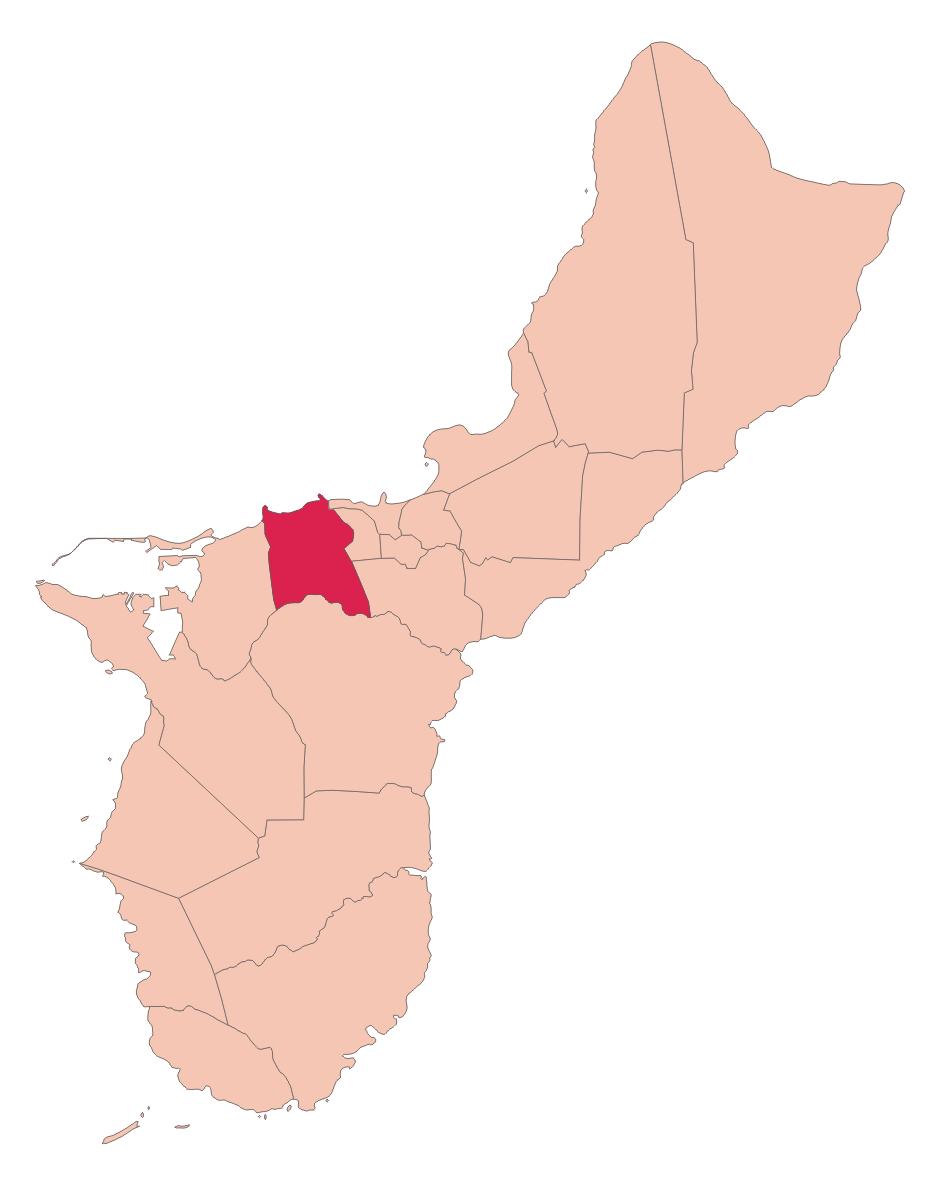
Asan-Maina (Guam).

Asán es una localidad en la parte sur de Guam, ubicada en el distrito de Luchan. Forma parte del municipio de Assán-Maina, que incluye a esas dos ciudades guameñas  Maina se encuentra en las montañas al norte de Assán). El Parque Costero de Assán es parte del Parque Nacional de la Guerra en el Pacífico.

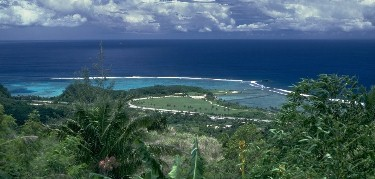
Parque Histórico Nacional de la Guerra en el Pacífico, Asán, Guam.

## Etimología
El nombre Assán proviene de la voz chamorra "håssan" (escaso o raro).  

## Historia
El Teniente Coronel Francisco Olive y García, exgobernador de las Islas Marianas bajo administración española, describía Asán en 1887 como una fila de casas dispuesta a los lados del camino al puerto de Apra, poblada por 259 habitantes para 1886, contando con capilla de mampostería con techos de teja. Relataba Olive, además, que el agua de río de Asán se llevaba en carretas hasta Agaña, en un trayecto de diez kilómetros